# Стадион Рудолф Иловски (1960)

Стадион Илофски Рудолф (1960) (мађ. Illovszky Rudolf Stadion (1960)), је био стадион у Анђалфелду, Будимпешта Мађарска. Стадион отворен 1960. године, са капацитетом од , пре реновирања 18.000 стајачих места, служио је као домаћи терен ФК Вашашу. Овај стадион је срушен 2016. године и замењен новим Стадион Илофски Рудолф

## Историјат клуба
Нови електрични семафор је монтиран за сезону 1970−71
Задња утакмица одиграна на стадиону је била 29. октобра 2016. године. Играли су Вашаш против ФК Видеотона. Утакмица је завршена нерешеним резултатом 1−1, и задњи гол је постигао Данко Лазовић у 92. минуту игре.

## Галерија
- Вашаш – ФК Залаегерсег 2006−07.